# Seriolella punctata
Seriolella punctata är en fiskart som först beskrevs av Forster, 1801.  Seriolella punctata ingår i släktet Seriolella och familjen svartfiskar. Inga underarter finns listade i Catalogue of Life.